# مگان مک‌کین
مگان مارگریت مک‌کین (به انگلیسی: Meghan Marguerite McCain؛ زاده ۲۳ اکتبر ۱۹۸۴) ستون‌نویس آمریکایی، نویسنده، میزبان د ویو و مشارکت‌کننده در ای‌بی‌سی نیوز است.
مک‌کین دختر نامزد انتخابات ریاست جمهوری سال ۲۰۰۸ و سناتور آمریکایی جان مک‌کین و سیندی مک‌کین است. مک‌کین برای اولین بار در سال ۲۰۰۷ به خاطر وبلاگ خود، مک‌کین بلاگت، توجه رسانه‌ها را به خودش جلب کرد. پس از آن مد و موسیقی را رها کرد و فعالیت خود را معطوف سیاست و پویش‌های انتخابات ریاست جمهوری کرد. او در سال ۲۰۰۹، به عنوان نویسنده مشارکت‌کننده در روزنامه دیلی بیست، و در سال ۲۰۱۱، به عنوان عضو ام‌اس‌ان‌بی‌سی ظاهر شد. در سال ۲۰۱۳ شروع به میزبانی کانال تازه راه‌اندازی‌شده پیوت کرد و در سال ۲۰۱۴ نقش میزبان برنامه تیک‌پارت لایو را در شبکه پیوت برعهده گرفت تا اینکه در همان سال این برنامه لغو شد.
در ژوئیه سال ۲۰۱۵، مک‌کین به عنوان مشارکت‌کننده به فاکس نیوز پیوست. او یکی از میزبان‌های برنامه اوت‌نامبرد در این شبکه بود. او این برنامه و شبکه فاکس نیوز را در سپتامبر ۲۰۱۷ ترک کرد و در ۹ اکتبر ۲۰۱۷ به عنوان میزبان د ویو و نیز به عنوان مشارکت‌کننده و تحلیلگر سیاسی برای ای‌بی‌سی نیوز، کار کرد و در برنامه‌هایی مانند صبح بخیر آمریکا و این هفته حضور پیدا کرد.

## اوایل زندگی

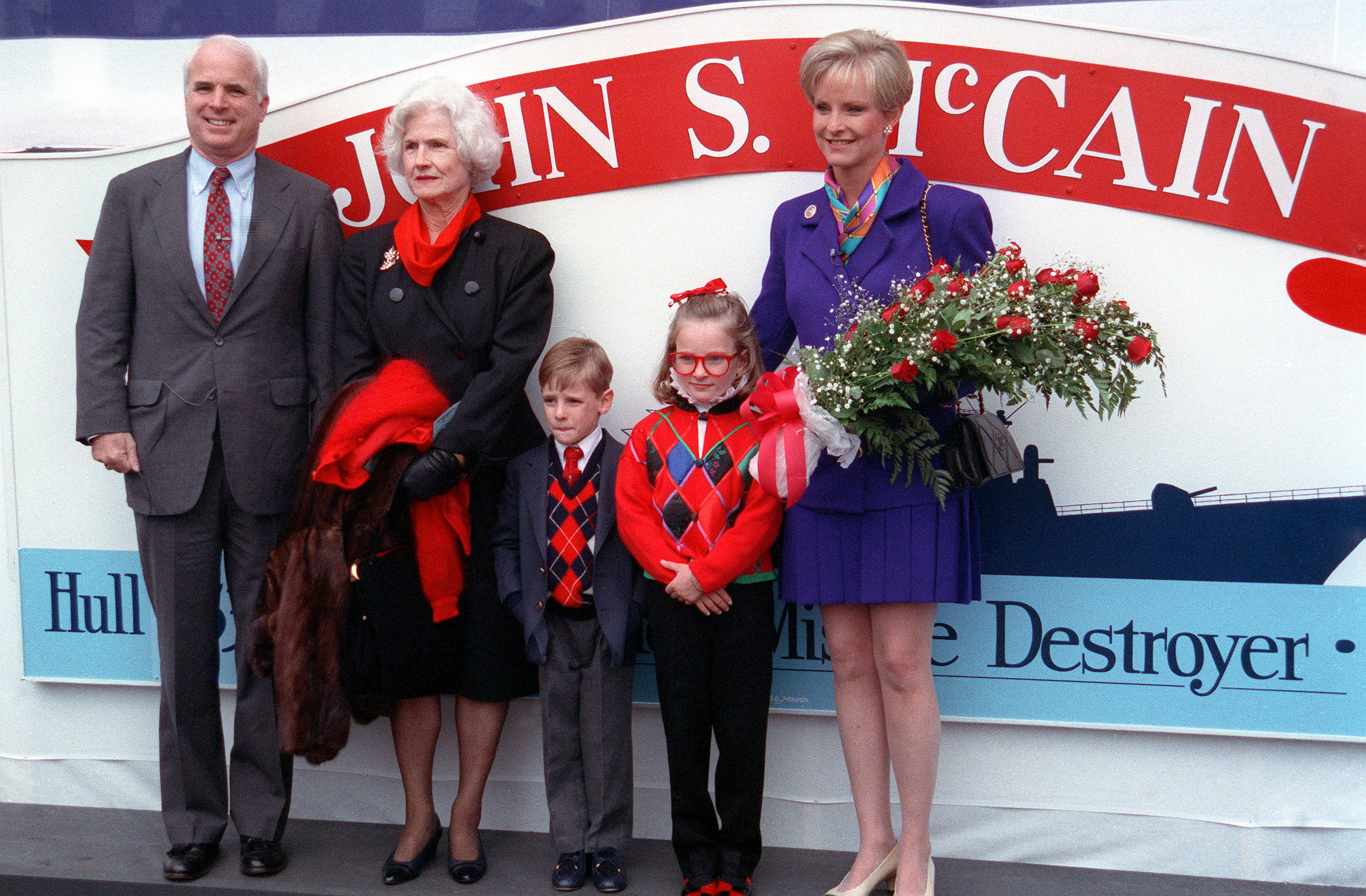
مک‌کین (دوم از راست) با پدرش جان، مادربزرگش روبرتا، برادرش جک و مادرش سیندی

مک‌کین نخستین فرزند از چهار فرزند جان و سیندی هنسلی مک‌کین است. او در بیشتر زندگی خود چهره‌ای عمومی بوده‌است، اولین حضور عمومی او در کنوانسیون ملی جمهوریخواهان در سال ۱۹۹۶ بود.
او در فینیکس، آریزونا به دنیا آمد و بزرگ شد و در مدرسه روزانه فینیکس و دانشکده مقدماتی آریزونا، یک دبیرستان خصوصی دخترانه کاتولیک، درس خواند. او در دانشگاه کلمبیا تحصیل کرد و در آنجا مدرک کارشناسی در زمینه مطالعات تاریخ هنر کسب کرد.
مک‌کین در ابتدا قصد داشت روزنامه‌نگار موسیقی شود و به همین دلیل مدتی در نیوزویک و پخش زنده شنبه شب مشغول به کار شد.

## زندگی شخصی
مک‌کین در ژوئیه سال ۲۰۱۷ با نویسنده و مفسر محافظه‌کار بن دومنچ نامزد کرد. آن‌ها در ۲۱ نوامبر ۲۰۱۷ در مزرعه خانوادگی مک‌کین در سدونا ازدواج کردند.
مک‌کین در ژوئیه سال ۲۰۱۹ فاش کرد که در اویل ازدواجش حامله شد اما در دوران حاملگی فرزندش را از دست داد.

## نوشته‌ها
- مک کین، مگان (۲۰۰۸)، پدر من، جان مک کین، علاءالدین شومیز. شابک 1-4169-7528-4
- مک کین، مگان (۲۰۱۰)، سیاست سکسی کثیف، هایپریون. شابک ‎۱−۴۰۱۳−۲۳۷۷−۴ شابک 1-4013-2377-4
- مک‌کین، مگان و مایکل بلک (۲۰۱۲)، آمریکا، عوضی سکسی: نامه عاشقانه به آزادیدا کاپو پرس. شابک ‎۰−۳۰۷−۹۹۰۲۳−۰ شابک 0-307-99023-0